# American Journal of Science
American Journal of Science — (сокр. «AJS»; буквально «Американский журнал науки») — старейший научный журнал Соединенных Штатов Америки.

## История
Журнал непрерывно издается с момента его создания в 1818 году профессором биохимии Йельского университета Бенджамином Силлиманом, который, на первых порах, сам издавал, редактировал и финансировал его.

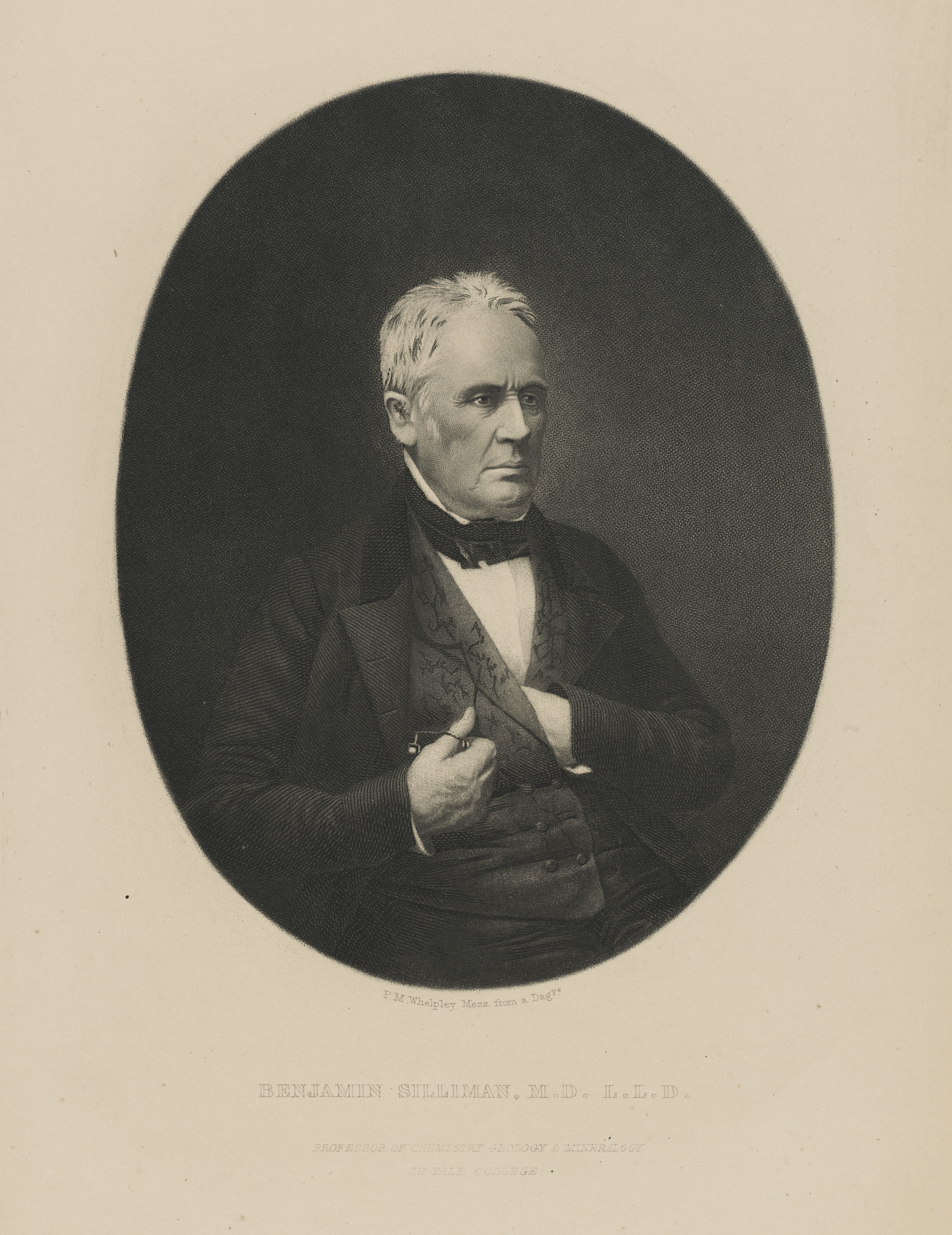
Основатель журнала Бенджамин Силлиман

С 1815 года Бенджамин Силлиман являлся членом Американской академии искусств и наук и, видимо поэтому, до 1880 года издание также называли «Американский журнал науки и искусства», но его внимание всегда уделялось естественным наукам, особенно геологии и смежным предметам, хотя и в понятной большинству читателей форме. Журнал выходил на английском языке..
В первые годы журнал часто называли «Журналом Силлимана», и публикации стали больше ассоциироваться с Йельским университетом из-за длительного пребывания редакции в стенах последнего (по 1853 год). Должность редактора долгое время оставалась в семье профессора Силлимана, поскольку с 1838 года ему помогал его сын Бенджамин Силлиман Младший. После смерти старшего Силлимана в 1864 году его сменил на посту главного редактора его зять-натуралист Джеймс Дуайт Дана, а затем с 1895 по 1926 год сын последнего Эдвард Солсбери Дана. Среди помощников редактора были ботаник Эйса Грей и зоолог Луи Агассис. В журнале печатали свои статьи и российские учёные, например, Д. К. Бобылёв, в будущем один из авторов «ЭСБЕ».
Нынешними редакторами «American Journal of Science» являются К. Пейдж Чемберлен (англ.  C. Page Chamberlain), профессор Стэнфордского университета, и Марк Т. Брэндон (англ. Mark T. Brandon) и Ноа Дж. Планавски (англ. Noah J. Planavsky), профессора Йельского университета.